# 斯温·布扬松
斯温·布揚松（1881年2月27日（丹麦哥本哈根）—1952年1月25日（冰岛雷克雅未克）），冰岛政治家、外交家，首任冰岛总统（1944-1952）。
1912年擔任雷克雅未克市議員，1918年-1920年，擔任雷克雅未克市議會議長，1914年至1920年歷任(丹麥)國會議員、駐丹麥公使（1920-1924，1926-1941）。虽然冰岛自1918年即已独立，但直第二次世界大战前，冰岛的外交事务一直由丹麦代理。1940年德国占领丹麦后，导致冰岛自治。1941-1943年，斯温3次当选为攝政。1944年，冰島成立为共和国，布揚松當選為首任冰岛总统，1945年和1949年连任。1952年1月25日病逝，是迄今唯一一位在任內過世的冰島總統。